# ليام كاي
ليام كاي (بالإنجليزية: Liam Kay)‏ هو لاعب دوري الرغبي بريطاني، ولد في 17 ديسمبر 1991 في ليدز في المملكة المتحدة.